# Megachile melanderi
Megachile melanderi är en biart som beskrevs av Mitchell 1944. Megachile melanderi ingår i släktet tapetserarbin, och familjen buksamlarbin. Inga underarter finns listade i Catalogue of Life.